# Monika Pflug
Monika Pflug (* 1. März 1954 in München) ist eine ehemalige deutsche Eisschnellläuferin und fünffache Teilnehmerin an Olympischen Winterspielen. Sie startete für den Eis und Rollschuh Verein Ottobrunn und später für den DEC Frillensee Inzell.

## Karriere
Sie gewann bei den Olympischen Spielen 1972 in Sapporo als 17-Jährige überraschend die Goldmedaille im Eisschnelllauf über 1000 Meter und war damit bis 1990 die einzige westdeutsche Eisschnellläuferin, die eine Goldmedaille bei Olympischen Spielen gewann. Unmittelbar nach Olympia 1972 gewann sie in Eskilstuna auch noch die Goldmedaille im Sprintvierkampf. In ihrer langen Karriere – sie nahm an allen Olympischen Spielen bis 1988 teil – gehörte sie fast durchwegs zur Weltspitze über 1000 oder 500 Meter, konnte aber verletzungsbedingt nicht mehr an die großen Erfolge des Jahres 1972 anknüpfen.
Für den Erfolg in Sapporo und ihre danach folgenden Leistungen in Eskilstuna wurde sie am 22. März 1972 mit dem Silbernen Lorbeerblatt ausgezeichnet.
Bei der Eröffnungsfeier der Olympischen Winterspiele 1984 in Sarajevo war sie Fahnenträgerin der bundesdeutschen Mannschaft.
Nach ihrer Heirat mit ihrem ersten Ehemann Franz Holzner trat sie einige Zeit unter dem Namen Monika Holzner-Pflug an, legte diesen aber nach ihrer Scheidung wieder ab. Im September 1984 heiratete sie den Eisschnellläufer Fritz Gawenus und wurde fortan unter dem Namen Monika Holzner-Gawenus oder auch Monika Holzner-Pflug-Gawenus geführt.
1972 erhielt sie in einer Leserwahl den Bronzenen Bravo Otto der Jugendzeitschrift Bravo.

## Persönliche Bestzeiten
| Strecke | Zeit        | Datum             | Ort     |
| ------- | ----------- | ----------------- | ------- |
| 500 m   | 40,53 s     | 22. Februar 1988  | Calgary |
| 1000 m  | 1:23,47 min | 30. Dezember 1983 | Inzell  |
| 1500 m  | 2:11,26 min | 6. März 1986      | Inzell  |
| 3000 m  | 4:54,49 min | 26. Februar 1981  | Inzell  |